# Alejandro Harguindey
Alejandro Harguindey Maneiro (nacido el 9 de septiembre de 2002 en Puerto del Son, La Coruña) es un jugador de baloncesto profesional español que mide 2 metros y juega de ala-pívot. Actualmente pertenece a la plantilla del FC Cartagena Baloncesto de Primera FEB. Es hermano del también baloncestista Pablo Harguindey.

## Trayectoria
Formado en las categorías inferiores de Instituto Rosalía de Castro con el que logra debutar en Liga EBA con apenas 16 años en la temporada 2018-19.
En la temporada 2019-20, con apenas 17 años firma por el Saski Baskonia para formar parte de su equipo filial en Liga EBA en el que permanece durante dos temporadas.
En la temporada 2021-22, firma por el Club Bàsquet Sant Antoni de Liga LEB Plata.
En la temporada 2022-23, firma por el CB L'Horta Godella de Liga LEB Plata.
El 20 de julio de 2023, firma por el Club Baloncesto Ciudad de Ponferrada de Liga LEB Plata.
El 27 de julio de 2025, firma por el FC Cartagena Baloncesto de Primera FEB.